# Landskronslottet

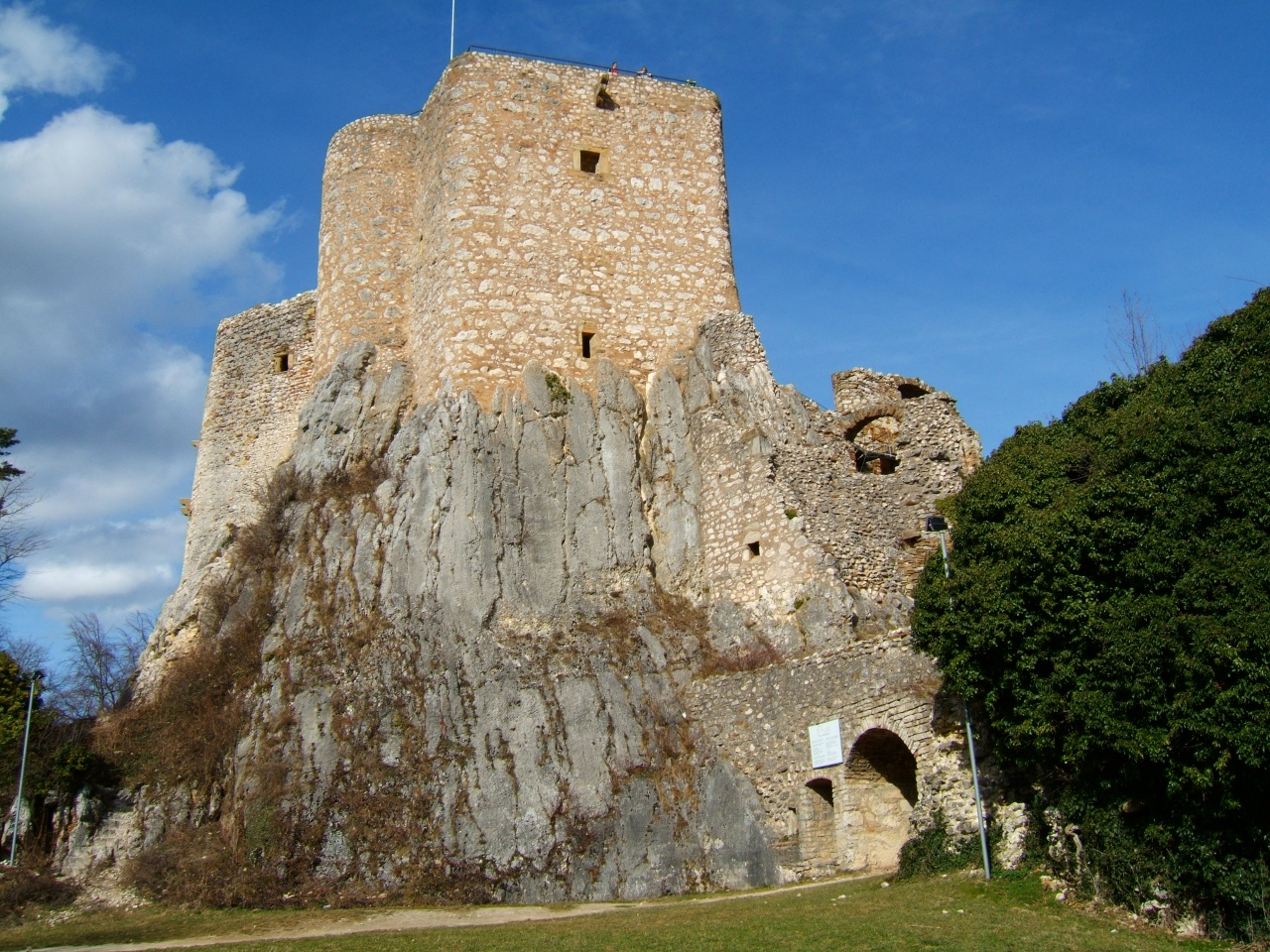
Landskronslottet

Landskronslottet (franska: Château du Landskron) är en slottsruin i den södra delen av Alsace i Frankrike, vid gränsen mot Schweiz. Byn norr om ruinen, Leymen, ligger i Frankrike, medan byn som ligger vid den sydöstra foten av ruinen, Flüh, ligger i Schweiz (kantonen Solothurn).
Slottet byggdes före 1297 men det finns flera olika åsikter om vilka ägarna till det har varit. Första gången det nämns är i en text där greve Théobald de Ferrette överlåter det till sin vasall, Wiztum.
Det byggdes ut 1516 och 1655 återuppbyggde Sébastien Le Prestre de Vauban fästningen. Slottet förstördes 1813 då österrikare och bayrare krigade mot Napoleon. Tack vare en präst från en intilliggande by bevarades slottstornet men i övrigt var det en ruin.
1923 klassificerades slottet som en historisk byggnad. 1970 installerade ägarna en apkoloni i ruinerna och sedan 1984 ägs slottet av organisationen Pro-Landskron. Det blev delvis restaurerat 1996.
Ett av slottets kännetecken är dess rektangulära slottstorn.